# Drucourt
 Drucourt  là một xã thuộc tỉnh Eure trong vùng Normandie miền bắc nước Pháp.